# Lucia Ruzzini
Lucia Ruzzini († 30. Juli 1496 in Venedig) war durch die Heirat mit dem Dogen Marco Barbarigo während seiner Amtszeit vom 19. November 1485 bis zu seinem Tod am 14. August 1486 Dogaressa der Republik Venedig. Sie überlebte ihren Ehemann um rund zehn Jahre. Die nächste Dogaressa gelangte erst 1556 ins Amt, es entstand also nach ihr eine Lücke von sieben Jahrzehnten, in denen kein verheirateter Mann ins höchste Staatsamt gewählt wurde.

## Leben

### Herkunft, eigene Familie
Lucia Ruzzini, sie galt als schöne und kluge Frau, entstammte einer der Familien Venedigs, die erst recht spät, nämlich 1732 mit Carlo Ruzzini, einen Dogen stellte. Ihr Großvater war der Prokurator von San Marco Federico Contarini.
Sie und Marco Barbarigo hatten (womöglich) fünf Söhne und vier oder fünf Töchter, doch ist die Überlieferungslage widersprüchlich. Überliefert sind die Namen Andrea, Bernardo, Pierfrancesco und Gregorio sowie Francesca, Marina, Cassandra und Guida. Nach Andrea Da Mosto heiratete ihr Sohn Andrea eine Paolina Vitturi, Bernardo eine Angela Foscarini, Pierfrancesco eine Paola Contarini und Gregorio eine Oria Duodo. Eine Tochter namens Paola ehelichte demnach Pietro Contarini, Francesca einen Gerolamo Gritti und Marina einen Andrea Cappello. Zwei Töchter wurden mit den Namen suor (Schwester) Pacifica und Vienna als Nonnen im Kloster untergebracht (Cassandra und Guida?). Bei Barbaro erscheinen drei weitere Söhne, nämlich Girolamo, Giorgio und Marino, Marin Sanudo nennt noch eine weitere Tochter, die Francesco Foscari geheiratet haben soll.

### Dogaressa (1485–1486), Testament (1496)
Marco Barbarigos Amtsdauer war derartig knapp bemessen, so wird angenommen, dass Lucia Ruzzini keine Gelegenheit erhielt, im Mittelpunkt eines feierlichen Einzugs zu stehen, wie er inzwischen üblich war. Wo die Dogaressa während ihrer Amtszeit residierte, ist unklar. Bis zu den Umbauten unter dem Baumeister Antonio Rizzo bestand der Dogenpalast aus drei baulichen Strukturen, um deren Vereinigung man sich schon seit längerer Zeit bemühte. Der Palazzo di Giustizia blickte auf den Markusplatz, der Palast der Comune war der eigentliche Regierungssitz, die Dogenresidenz befand sich hinter der Kirche San Marco am Canal Grande. Als ihr Mann nach einem Sturz im Sterben lag und er die Kinder bereits an sein Sterbebett gerufen hatte, war sie selbst erkrankt. Daher wurde ihr der Tod ihres Mannes erst später mitgeteilt.
Ihr Testament machte die einstige Dogaressa am 16. Juli 1496, zwei Wochen vor ihrem Ableben. Sie bestimmte darin, dass sie in der Kirche Santa Maria della Carità beigesetzt wurde, wo bereits ihr einstiger Mann („olim viri mei“) beerdigt worden war. Der Schwester Margherita, Priorin des Hospitals Ognisanti auf Murano, hinterließ sie neben fünf Dukaten ein Seidenkleid und eines mit einer großen Kapuze. Außerdem legte sie fest, dass Maddalena, eine tscherkessische Sklavin, nach weiteren sechs Jahren des Dienstes für ihre Kinder freigelassen werden sollte („libera et franca ab omni vinculo servitutis“).

## Grabmal

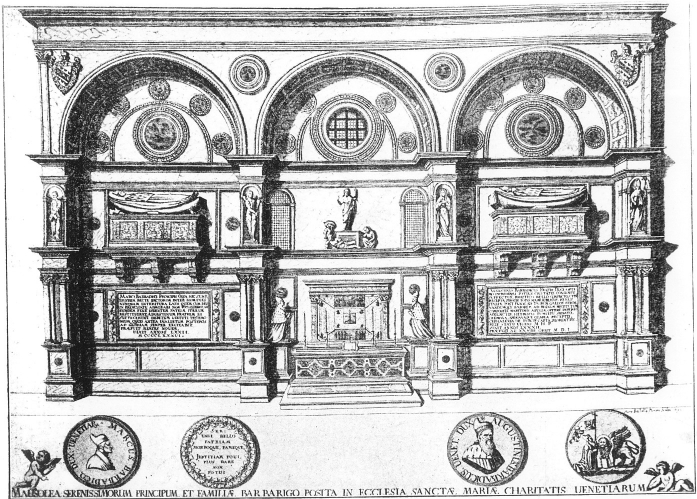
Isabella Piccini: Monument der Dogen Marco und Agostino Barbarigo, Kupferstich von 1692

Das von Mauro Codussi geschaffene Grabmal für das Paar und den Bruder, bzw. Schwager, wurde von den Truppen Napoleons 1807 fast vollständig zerstört. Einen Eindruck von dem Grabmal gibt ein Kupferstich von Isabella Piccini aus dem späten 17. Jahrhundert.